# Стрелково (Ленинградская область)
Стрелково — деревня в Пашозёрском сельском поселении Тихвинского района Ленинградской области.

## История
Упоминается на семитопографической карте Новгородской губернии 1847 года как деревня Стрелкова:

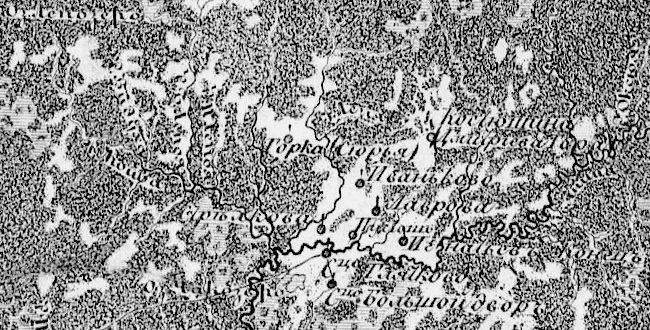
Деревня Стрелково на карте 1847 года

СТРЕЛКОВО — деревня Игнатьевского общества, прихода Пашеозерского погоста. Река Ульяница. 

Крестьянских дворов — 5. Строений — 14, в том числе жилых — 6. 

Число жителей по семейным спискам 1879 г.: 10 м. п., 6 ж. п.; по приходским сведениям 1879 г.: 13 м. п., 11 ж. п.

В конце XIX — начале XX века деревня административно относилась к Лукинской волости 2-го земского участка 2-го стана Тихвинского уезда Новгородской губернии.

СТРЕЛКОВО — деревня Игнатьевского общества, дворов — 12, жилых домов — 8, число жителей: 14 м. п., 15 ж. п. 

Занятия жителей — земледелие, лесные заработки. Тихвинский почтовый тракт. Река Ульяница. Смежна с деревней Иваньково. (1910 год)

Согласно карте Ленинградской области Северо-западного аэрогеодезического треста ГГУ издания 1932 года деревня Стрелково насчитывала 6 крестьянских дворов, а смежная с ней деревня Пустошь — 5. Между ними находилась водяная мельница.
По данным 1933 года деревня Стрелково входила в состав Лавровского сельсовета Капшинского района.
По данным 1966, 1973 и 1990 годов деревня Стрелково входила в состав Пашеозёрского сельсовета Тихвинского района.
В 1997 году в деревне Стрелково Пашозёрской волости проживал 51 человек, в 2002 году — 43 человека (русские — 98 %).
В 2007 году в деревне Стрелково Пашозёрского СП проживали 42 человека, в 2010 году — 36.

## География
Деревня расположена в северо-восточной части района на автодороге 41К-019 (Явшиницы — Ганьково).
Расстояние до административного центра поселения — 11 км.
Расстояние до ближайшей железнодорожной станции Тихвин — 112 км.
Деревня находится правом берегу реки Ульяница.

## Демография
| 2007 | 2010 | 2017 |
| ---- | ---- | ---- |
| 42   | ↘36  | ↗38  |

### Национальный состав
Согласно данным Всероссийской переписи населения 2021 года в деревне проживали 27 человек, из них:
 русские — 26, белорусы — 1 человек.

## Улицы
Боровая, Иваньковский переулок, Лавровский переулок, переулок Пустошь, Северная.